# Bundesrat für Niederdeutsch
Der Bundesrat für Niederdeutsch (kurz: BfN, niederdeutsch Bunnsraat för Nedderdüütsch) vertritt die sprachpolitischen Interessen der Niederdeutsch-Sprecher in Deutschland. Der Rat mit Delegierten aus acht Bundesländern wurde 2002 gegründet und betreibt Lobbyarbeit für die plattdeutsche bzw. niederdeutsche Sprache. Die Plautdietsch-Sprechergemeinschaft in Deutschland hatte im BfN zunächst nur einen Gaststatus; seit Oktober 2008 ist sie im BfN mit zwei Delegierten vertreten. Seit November 2017 fördert das Bundesministerium des Innern das Niederdeutschsekretariat. Die Leitung liegt bei Christiane Ehlers. Das Sekretariat unterstützt den BfN bei seiner Arbeit.

## Aufgaben und Ziele
Die Vereinigung befasst sich mit den politischen und juristischen Rahmenbedingungen der Sprachförderung, während die Verankerung des Niederdeutschen als schützenswertes Kulturgut im Sinne der Europäischen Charta für Regional- oder Minderheitensprachen im Zentrum der Aktivitäten steht. Hauptaufgaben sind die kritische Überprüfung der Maßnahmen zur Umsetzung der Sprachencharta sowie die konstruktive Begleitung dieses Umsetzungsprozesses. Die acht norddeutschen Bundesländer haben sich zur Einhaltung einer größeren Anzahl von Punkten der Sprachencharta verpflichtet (Bildung, Justizbehörden, Verwaltungsbehörden und öffentliche Dienstleistungsbetriebe, Medien, kulturelle Tätigkeiten und Einrichtungen, wirtschaftliches und soziales Leben, grenzüberschreitender Austausch) – mit dem Ziel, die Gefährdungen für das Niederdeutsche einzudämmen und die Sprache substanziell zu fördern. In den vergangenen Jahren konzentrierte sich der Bundesrat für Niederdeutsch vor allem auf den Bildungssektor. Der Aufbau und die Pflege eines Netzwerkes (nach Europa, zum Bund, zum Bundestag und in die Länderverwaltungen hinein) gehören zu den wesentlichen Aufgaben und Zielen des Bundesrates.

## Die Delegierten
Der Bundesrat für Niederdeutsch setzt sich aus je zwei Delegierten aus den acht norddeutschen Ländern zusammen, in denen Plattdeutsch gesprochen wird, sowie zwei Delegierte für die Plautdietsch-Sprecher in Deutschland. Der BfN setzt sich wie folgt zusammen (Stand 2024):
- Brandenburg: Ute Eisenack, Adelheid Schäfer
- Bremen: Heiko Block, Gesine Reichstein
- Hamburg: Uwe Michelsen, Peer-Marten Scheller
- Mecklenburg-Vorpommern: Johanna Bojarra, Nadine Koop
- Niedersachsen: Heinrich Siefer, Gesche Gloystein / Bernd Grünefeld
- Nordrhein-Westfalen: Anne Fink, Werner Zahn
- Sachsen-Anhalt: Saskia Luther, Norbert Lazay
- Schleswig-Holstein: Marianne Ehlers, Jan Graf
- Plautdietsch-Sprecher: Heinrich Siemens, Peter Wiens

Bei den Bundesländern erfolgt die Legitimation und Delegation der Ländervertreter in der Regel über die Landesverbände des Bundes für Heimat und Umwelt (BHU), während die Delegierten der Plautdietsch-Sprecher vom Verein der Plautdietsch-Freunde, dem zentralen Sprachverband der Russlandmennoniten, ernannt werden.

## Sprecher
Der Bundesrat wird durch eine Sprecherin und einen Sprecher vertreten. Aktueller Sprecher ist Heinrich Siefer (Stand: Mai 2025).

## Publikationen
- Plattdüütsch ... lehrst jümmers wat dorto. Lebenslanges Lernen mit Plattdeutsch. Bundesraat för Nedderdüütsch (Hrsg.) 2016.

- Wat hest du seggt? Plattdüütsch in’n Kinnergoorn. Bundesraat för Nedderdüütsch (Hrsg.) 2015.

- Chartasprache Niederdeutsch: Rechtliche Verpflichtungen, Umsetzungen, Perspektiven. Bundesraat för Nedderdüütsch (Hrsg.) 2014.

- Mit den Regional- und Minderheitensprachen auf dem Weg nach Europa. Dokumentation der Konferenz „Mit den Regional- und Minderheitensprachen auf dem Weg nach Europa“ am 10. November 2010 in Berlin. Verlag Schuster, Leer 2011, ISBN 978-3-7963-0390-6.

- Zwischen Kulturauftrag und Unterhaltungsprogramm. Dokumentation der Konferenz „Plattdeutsch in den Medien“ am 20. Mai 2010 in Hamburg. Verlag Schuster, Leer 2010, ISBN 978-3-7963-0386-9.

- Plattdeutsch, die Region und die Welt: Wege in eine moderne Mehrsprachigkeit. Dokumentation der Konferenz „10 Jahre Sprachencharta in Deutschland: Praxis und Perspektiven“ am 14. und 15. Mai 2009 in Schwerin. Verlag Schuster, Leer 2009, ISBN 978-3-7963-0385-2.

- 10 Jahre Europäische Charta der Regional- oder Minderheitensprachen. Zwischenbericht zur Sprachpolitik für das Niederdeutsche. Verlag Schuster, Leer 2008, ISBN 978-3-7963-0381-4.

- Plattdeutsch und Friesisch in Krankenhäusern und Pflege-Einrichtungen. Dokumentation der Konferenz „Das soziale Leben und die Regional- oder Minderheitensprachen“ am 27. Juni 2008 in Schleswig. Verlag Schuster, Leer 2008, ISBN 978-3-7963-0382-1.